# Jóhann Birnir Guðmundsson
Johan Birnir Gudmundsson (ur. 5 grudnia 1977 w Reykjavíku) – islandzki piłkarz, pomocnik, od 2008 roku piłkarz klubu ÍBK Keflavík.

## Kariera klubowa
Gudmundsson dotychczas występował w klubach islandzkich, angielskich, norweskich i szwedzkich. Reprezentował barwy ÍBK Keflavík, Watford F.C., Cambridge United F.C., Lyn Fotball, Örgryte IS i GAIS. Od 2008 roku ponownie jest graczem islandzkiego ÍBK Keflavík.

## Kariera reprezentacyjna
W pierwszej reprezentacji Islandii zagrał w ciągu ponad siedmiu lat zaledwie ośmiokrotnie, nie strzelając gola. W kadrze zadebiutował 27 lipca 1997 roku w towarzyskim meczu przeciwko Wyspom Owczym. Na boisku pojawił się w 46 minucie.
| Mecze i gole w reprezentacji | Mecze i gole w reprezentacji | Mecze i gole w reprezentacji | Mecze i gole w reprezentacji | Mecze i gole w reprezentacji | Mecze i gole w reprezentacji | Mecze i gole w reprezentacji |
| #                            | Data                         | Stadion                      | Rywal                        | Wynik                        | Gol                          | Rozgrywki                    |
| 1997                         | 1997                         | 1997                         | 1997                         | 1997                         | 1997                         | 1997                         |
| ---------------------------- | ---------------------------- | ---------------------------- | ---------------------------- | ---------------------------- | ---------------------------- | ---------------------------- |
| 1.                           | 27.07.1997                   | Höfn, Islandia               | Wyspy Owcze                  | 1:0                          | 0                            | towarzyski                   |
| 2.                           | 07.12.1997                   | Rijad, Arabia Saudyjska      | Arabia Saudyjska             | 0:0                          | 0                            | towarzyski                   |
| 1998                         |                              |                              |                              |                              |                              |                              |
| 3.                           | 06.06.1998                   | Baiersbronn, Niemcy          | Południowa Afryka            | 1:1                          | 0                            | towarzyski                   |
| 2001                         |                              |                              |                              |                              |                              |                              |
| 4.                           | 15.08.2001                   | Reykjavík, Islandia          | Polska                       | 1:1                          | 0                            | towarzyski                   |
| 2002                         |                              |                              |                              |                              |                              |                              |
| 5.                           | 08.01.2002                   | Maskat, Oman                 | Kuwejt                       | 0:0                          | 0                            | towarzyski                   |
| 6.                           | 10.01.2002                   | Rijad, Arabia Saudyjska      | Arabia Saudyjska             | 0:1                          | 0                            | towarzyski                   |
| 7.                           | 22.05.2002                   | Bodø, Norwegia               | Norwegia                     | 1:1                          | 0                            | towarzyski                   |
| 2004                         |                              |                              |                              |                              |                              |                              |
| 8.                           | 05.06.2004                   | Manchester, Anglia           | Anglia                       | 1:6                          | 0                            | towarzyski                   |